# Caja Rural-Seguros RGA
Caja Rural-Seguros RGA ist ein spanisches Radsportteam mit Sitz in Pamplona.

## Organisation und Geschichte
Die Mannschaft wurde 2010 als Continental Team gegründet. Manager ist Juan Manuel Hernández, der von den Sportlichen Leitern  Iñaki Juanikorena und Eugenio Goikoetxea unterstützt wird. Die Mannschaft Caja Rural besteht bereits seit 1992 als Amateurteam. Damals ging sie aus dem Club Ciclista Burunda hervor. In den 18 Jahren im Amateurbereich brachten sie unter anderem Fahrer wie José Vicente García, Egoi Martínez, Iker Flores, Aitor González und Mikel Gaztañaga hervor. Seit 2011 besitzt die Mannschaft eine Lizenz als UCI Professional Continental Team.
Im Dezember 2019 wurde das Team durch die Union Cycliste Internationale nach einem zweiten positiven Doping-Test über einen Zeitraum von weniger als einem Jahr (Domingos Gonçalves und Jaime Rosón) gesperrt.

## Platzierungen in UCI-Ranglisten
UCI Africa Tour (bis 2018)
| Saison    | Mannschaftswertung | Fahrerwertung          |
| --------- | ------------------ | ---------------------- |
| 2010-2013 | -                  | -                      |
| 2014      | 8.                 | Luis León Sánchez (8.) |
| 2015-2018 | -                  | -                      |

UCI America Tour (bis 2018)
| Saison    | Mannschaftswertung | Fahrerwertung          |
| --------- | ------------------ | ---------------------- |
| 2010      | 27.                | Joaquín Sobrino (172.) |
| 2011      | -                  | -                      |
| 2012      | 42.                | Marcos García (361.)   |
| 2013-2014 | -                  | -                      |
| 2015      | 11.                | Carlos Barbero (45.)   |
| 2016      | 15.                | Eduard Prades (36.)    |
| 2017      | 15.                | Chris Butler (67.)     |
| 2018      | 39.                | Lluís Mas (348.)       |

UCI Asia Tour (bis 2018)
| Saison    | Mannschaftswertung | Fahrerwertung           |
| --------- | ------------------ | ----------------------- |
| 2010      | -                  | -                       |
| 2011      | 41.                | Fabricio Ferrari (130.) |
| 2012-2017 | -                  | -                       |
| 2018      | 96.                | Alex Aranburu (559.)    |

UCI Europe Tour (bis 2018)
| Saison | Mannschaftswertung | Fahrerwertung          |
| ------ | ------------------ | ---------------------- |
| 2010   | 37.                | José Herrada (77.)     |
| 2011   | 28.                | Javier Moreno (37.)    |
| 2012   | 21.                | David de la Cruz (95.) |
| 2013   | 15.                | Francesco Lasca (24.)  |
| 2014   | 11.                | Davide Viganò (50.)    |
| 2015   | 10.                | Amets Txurruka (34.)   |
| 2016   | 4.                 | Sergio Pardilla (25.)  |
| 2017   | 17.                | Jaime Rośon (61.)      |
| 2018   | 33.                | Alex Aranburu (155.)   |

UCI World Ranking
| World Ranking | World Ranking | World Ranking           | World Ranking |
| Jahr          | Teamwertung   | Einzelwertung           |               |
| ------------- | ------------- | ----------------------- | ------------- |
| 2016          | —             | Sergio Pardilla (100. ) |               |
| 2017          | —             | Jaime Rosón (144. )     |               |
| 2018          | —             | Alex Aranburu (268. )   |               |
| 2019          | 37.           | Alex Aranburu (238. )   |               |
| 2020          | 35.           | Jon Aberasturi (202. )  |               |
| 2021          | 31.           | Jonathan Lastra (151. ) |               |
| 2022          | 32.           | Orluis Aular (174. )    |               |
| 2023          | 28.           | Orluis Aular (117. )    |               |
| 2024          | 24.           | Orluis Aular (109. )    |               |
|               |               |                         |               |
| Quelle: UCI   |               |                         |               |

## Mannschaft 2025
| Teamkader 2025          | Teamkader 2025    | Teamkader 2025         | Teamkader 2025                        |
| Name                    | Geburtsdatum      | Land                   | Vorheriges Team                       |
| ----------------------- | ----------------- | ---------------------- | ------------------------------------- |
| Julen Arriola-Bengoa    | 16. Februar 2001  | Spanien                | Caja Rural-Seguros RGA amateur (2021) |
| Daniel Babor            | 22. Oktober 1999  | Tschechien             | Elkov-Kasper (2022)                   |
| Abel Balderstone        | 7. Juli 2000      | Spanien                |                                       |
| Fernando Barceló        | 6. Januar 1996    | Spanien                | Cofidis (2021)                        |
| Sebastian Berwick       | 15. Dezember 1999 | Australien             | Israel-Premier Tech (2023)            |
| Joan Bou                | 16. Januar 1997   | Spanien                | Euskaltel-Euskadi (2024)              |
| Jan Castellon           | 31. Juli 2003     | Spanien                | Caja Rural-Alea (2024)                |
| Sergi Darder            | 30. Juni 2003     | Spanien                | Illes Balears Arabay Cycling (2024)   |
| Alex Díaz               | 28. Juli 2001     | Spanien                | Caja Rural-Alea (2024)                |
| Samuel Fernández        | 1. Januar 2003    | Spanien                | Caja Rural-Alea (2023)                |
| Abner González          | 9. Oktober 2000   | Puerto Rico            | Efapel Cycling (2024)                 |
| Jaume Guardeño          | 20. Februar 2003  | Spanien                |                                       |
| Javier Ibañez           | 29. November 2001 | Spanien                | Caja Rural-Alea (2024)                |
| Calum Johnston          | 11. Januar 1998   | Vereinigtes Königreich | Caja Rural-Seguros RGA amateur (2021) |
| Iúri Leitão             | 3. Juli 1998      | Portugal               | Tavfer-Measindot-Mortágua (2021)      |
| Joseba López            | 5. März 2000      | Spanien                |                                       |
| Alex Molenaar           | 13. Juli 1999     | Niederlande            | Illes Balears Arabay Cycling (2024)   |
| Joel Nicolau            | 23. Dezember 1997 | Spanien                |                                       |
| Jakub Otruba            | 30. Januar 1998   | Tschechien             | ATT Investments (2024)                |
| Francisco Peñuela       | 1. Februar 2001   | Venezuela              | Rádio Popular-Paredes-Boavista (2024) |
| Eduard Prades           | 9. August 1987    | Spanien                | Delko (2021)                          |
| Thomas Silva            | 30. Dezember 2001 | Uruguay                |                                       |
| Gorka Sorarrain         | 21. Mai 1996      | Spanien                | BAI-Sicasal-Petro de Luanda (2023)    |
| Tyler Stites            | 8. März 1998      | Vereinigte Staaten     | Project Echelon Racing (2024)         |
|                         |                   |                        |                                       |
| Quelle: ProCyclingStats |                   |                        |                                       |